# Métodos informáticos para escritura china
Los métodos de entrada de caracteres chinos, son un conjunto de procedimientos informáticos para transcribir los caracteres chinos dentro de una aplicación que utiliza este idioma.
La enorme cantidad de caracteres que se utilizan para escribir en chino, sea cantonés o mandarín, chino tradicional o simplificado, dificulta su transcripción en sistemas informáticos. Por ejemplo, algunas computadoras chinas primitivas tenían miles de teclas. Para solucionar este problema, se han desarrollado distintos métodos para transcribir caracteres chinos que resumidos bajo el nombre de IME (por sus siglas en inglés: Input method editors).

## Tipos de métodos informáticos
Estos métodos pueden ser de distintos tipos:
- basados en la estructura de los caracteres.
- basados en pronunciación o transliteración.
- reconocimiento de voz.
- reconocimiento de la caligrafía.

Dentro de cada uno de estos tipos hay distintas variaciones, y tienen puntos fuertes y puntos débiles. Por ejemplo, el basado en la pronunciación Pinyin (que usa el alfabeto latino), es fácil de aprender para quien esté familiarizado con ese sistema de transliteración, pero entre los sistemas más veloces se encuentra el Wubi, que sirve para caracteres simplificados, aunque tiene una curva de aprendizaje baja, es decir, se requiere algo de entrenamiento para poder utilizarlo a una velocidad aceptable. Un equivalente para los caracteres tradicionales es el Dayi, muy difundido en Taiwán. También en Taiwán se usa el Zhuyin o Bopomofo, basado en caracteres fonéticos propios.
Estos sistemas, combinados con métodos especiales de inserción de frases o con memoria de caracteres más usados, proporcionan velocidades similares o mayores a las de un buen mecanógrafo occidental.
Estos sistemas funcionan para diversos tipos de codificación de caracteres, como el GB, GBK o el Big5.
- Datos: Q1307466